# Microsoft Pascal
Microsoft Pascal представлял собой реализацию языка программирования Паскаль, разработанную корпорацией Microsoft, для создания 16-битных программ, выполняющихся в среде MS-DOS, а в более поздних версиях — также в OS/2 (подобно многим другим средствам программирования от Microsoft).
Microsoft Pascal версии 3.2 был выпущен в 1986 г. Последней версией Microsoft Pascal стала версия 4.0 в 1988 г., которую сменил Microsoft Quick Pascal, более дешёвое средство разработки, созданное Microsoft для конкуренции с Turbo Pascal от Borland. Microsoft Pascal продавался по цене 400 $, в то время как Microsoft Quick Pascal — в интервале от 25 $ до 50 $. Различия между этими версиями были подобны различиям между Microsoft BASIC Professional Development System и Microsoft Quick BASIC.
В отличие от ISO-совместимого Microsoft Pascal, Microsoft Quick Pascal стремился к полной совместимости с Turbo Pascal. Это включало не только совместимость на уровне исходных кодов, но даже полную бинарную совместимость с широко распространенными библиотеками модулей для компилятора конкурентов. Чтобы достичь этого, QuickPascal отошел от обычного формата файлов (OBJ) и набора утилит (LINK, LIB etc), используемых другими компиляторами от Microsoft.